# Алейский
Алейский — посёлок в Алейском районе Алтайского края России. Административный центр Алейского сельсовета.

## География
Посёлок находится в центральной части края, примыкая к западной окраине города Алейска.
Климат
резко континентальный. Средняя температура января −17,6ºС, июля — + 20ºС. Годовое количество осадков — 440 мм

## Население
| 1997 | 1998 | 1999 | 2000 | 2001 | 2002 | 2003 | 2004 | 2005 |
| ---- | ---- | ---- | ---- | ---- | ---- | ---- | ---- | ---- |
| 826  | ↗870 | ↘854 | ↘853 | ↘852 | ↘849 | ↘803 | ↘792 | ↗805 |
| 2006 | 2007 | 2008 | 2009 | 2010 | 2011 | 2012 | 2013 |      |
| ↘799 | ↗809 | ↗821 | ↗827 | ↘787 | ↘779 | ↘585 | ↘569 |      |

национальный состав
Согласно результатам переписи 2002 года, в национальной структуре населения русские составляли 82 % от 795 жителей .

## Инфраструктура
МКОУ Первоалейская СОШ

## Транспорт
Проходит федеральная автомобильная трасса А-322 Барнаул — граница с Республикой Казахстан.